# Adams (cratère martien)
Pour les articles homonymes, voir Adams.
Le cratère Aban est un cratère d'impact de 90,22 km de diamètre situé sur Mars dans le quadrangle de Cebrenia. Il a été nommé en référence à l'astronome américain Walter Sydney Adams (1876-1956).